# La Savina
La Savina är en ort i Spanien.   Den ligger i regionen Balearerna, i den östra delen av landet, 500 km öster om huvudstaden Madrid. La Savina ligger 1 meter över havet och antalet invånare är 761. Den ligger på ön Formentera.
Terrängen runt La Savina är platt. Havet är nära La Savina åt nordväst.  Närmaste större samhälle är Ibiza, 19,8 km norr om La Savina. Trakten runt La Savina består till största delen av jordbruksmark.